# お茶の間ステーション2時6時
『お茶の間ステーション2時6時』（おちゃのまステーションにじろくじ）は、ぎふチャンラジオで放送されていたラジオ番組（生ワイド番組）。

## 概要
2015年3月に終了した『月〜金ラジオ 2時6時』の後継番組。『月〜金ラジオ』のパーソナリティであった吉田早苗がそのままスライド起用され、ぎふチャンで『復刻版ヤングスタジオ1431 〜嗚呼!!あの日に帰れない〜』（火曜深夜）『オカダミノルの黄昏ないday!Sunday』（日曜夕方）のパーソナリティを務めるオカダミノルが新たに起用され、2019年8月29日まで務めた。その後、同年10月改編で『きょうもラジオは!? 2時6時』が放送を開始することに伴い、9月30日で終了した。

## 出演者

### パーソナリティ
- 吉田早苗
  - 『月〜金ラジオ 2時6時』から引き続き登板。前番組と同様に相方に対するツッコミ役的存在。オカダからは「鬼嫁」と呼ばれることが多かった。

#### 日替わりパーソナリティ
後述の通り、オカダが2019年8月29日の放送を最後に降板したため、吉田の相手役として翌30日以降9月30日までの放送は、ぎふチャンアナウンサーや同番組に出演経験のあるリポーター、タレントなどを中心に放送した。なお、出演日はいずれも2019年、★印はぎふチャンアナウンサー。
- 櫻井靖子：8月30日、9月20日
- 浅野麻衣：9月2・3・18・24・27日
- 安井怜介★：9月4日
- 荒川真依：9月5・12・16・25・30日
- 東千晴★：9月6・9日
- 林景子：9月10・17・23日
- 小沢典子[注 1]★：9月11・13日
- 相川真一：9月19・26日
- 北村嘉之（元競輪選手）：9月16日[注 2]

### コーナー出演
- 櫻井靖子：第4月曜のコーナー「映画館へ行こう!」に出演、2019年3月まではレポーター（月曜担当）
- 小林理真：第1・3水曜のコーナー「飛騨地域レポート」に出演、2019年3月まではレポーター（水曜担当）

### 過去の出演者
- オカダミノル（シンガーソングライター・文筆家、2015年3月30日 - 2019年8月29日）
  - ぎふチャンラジオでは3番組目のレギュラー。コメントや曲紹介などで頻繁にボケる。吉田からは「宿六亭主」と呼ばれることが多かった。なお、ぎふチャンテレビの「昭和ほろ宵紀行」などの他番組収録の際には休演し、ぎふチャンアナウンサーやレポーターなどの代演となっていた（特に安井怜介、櫻井靖子の起用機会が多かった）。2019年8月29日の放送をもって降板。オカダの降板と同時に今まで使用されていたオープニング曲やジングルが一新された。

## タイムテーブル
出典：
大まかな編成内容は前番組の「月〜金ラジオ」を踏襲している。日替わりでリスナーからの投稿テーマ（フリーテーマの時もあり）が決められ、随時紹介される。
- 14:00 オープニング
- 14:10 侑美枝とマナーびましょ!（月）、ラジオぎふうた見聞録（火）、高橋佳延の家づくりガチンコ相談室（水）、岩津徹征の幸福の方程式（木）
- 14:20 ラジオショッピング
- 14:30 オサムのキラめき☆トーク（水）、昭和がらくた堂「スーさんの昭和歌謡だ!文句があっかぁ」→「ジミーの昭和歌謡だ!文句があっかぁ」（金）
- 14:45 スーさんの言いたい放弾！メッタ斬りよもやま話→ジミーの言いたい放弾！メッタ斬りよもやま話（月）
- 14:55 NEWSぎふチャン
- 15:00 ほっとひといきお茶の間タイム
- 15:15 ラジオ伝言板
- 15:25 岩津徹征の玄関占い（月 - 木）、岩津徹征の週末お出かけ吉方位（金）
- 15:30 家庭料理万菜（火）、小笠原先生のあんきに元気に生きよまい（第1・3水）、耳で楽しむ美術（第2・4水）
- 15:40 飛騨地域リポート（第1・3水）
- 15:50 ラジオショッピング
- 16:00 みんなのメモリアルデー
- 16:05 嘉兄のしゃべりまくり!（第2・4月）、お茶の間川柳（火）、癒しのアフタヌーンLive（水）、「お客様いらっしゃ〜い♪」（ゲストコーナー）
- 16:20 スポーツストレートNOW!
- 16:30 ラジオショッピング、マイベストプロ岐阜インフォメーション（第4火）
- 16:40 道路交通情報（岐阜センター）
- 17:00 「映画館へ行こう!」（第4月）、ラジオホームドクター（木・金）
- 17:10 記者の耳（月・火）、週刊ぎふタイム（水）、ぎふ県だより（金）
- 17:20 今日のニュース
- 17:25 明日の天気
- 17:30 道路交通情報（岐阜センター）
- 17:35 僕の時間 私の時間
- 17:40 備えて命を守るプロジェクト（月）、岐阜市!元気インフォメーション!（火・金）

また、祝日および正月三が日については「クイズ大会」と称して、なぞなぞ（「なぞQ」）やテーマに因んだ曲当てクイズなどが出題される。各時間帯に随時出題され、各問題の正解者1名にはグッズが贈呈される。その際、投稿テーマは基本的にフリーとなる。

### 5時まで音楽クイズ
- 毎日日替わりで17時直前にかけられる1曲を、その曲に因む3つのヒントから出題するクイズ。なお、前述の「クイズ大会」が行われる場合は休止となる。
  - ヒントはオープニング後（第1ヒント）・15時台初頭（第2ヒント）・16時台初頭（第3ヒント）に出題される。リスナーは締切までに曲名とその曲を歌っている歌手とともに、電話・FAX・メールのいずれかで回答する（曲名・歌手名両方揃っていなければ不正解扱いとなる）。
  - 正解者のうち、第1・第2・第3ヒントでの正解者および全応募者（敗者復活）からそれぞれ1名のリスナーに、明日（金曜日の場合は週明けの月曜日）の放送中に「ゴールドご褒美リクエスト」として、リスナーがリクエストした（歌手の異なる）3曲のうちいずれかが優先的にかけられる権利が与えられる。
  - オカダがレギュラーとして出演していた当時、「ゴールドご褒美リクエスト」ではレギュラー放送の場合、吉田が「ゴーーールドご褒美リクエスト!」の声と共に、オカダが「キーーーン!キーン!!」と叫んだ後で、リクエスト曲を歌う歌手を駄洒落を交えて紹介[注 3]し、決まって吉田からツッコミを受けることがお約束となっていた。なお、吉田・オカダいずれかが休演の場合はこれらの掛け合いは行われず、淡々とした曲紹介となっていた。

### 過去のコーナー
- 2時のリポート「耳からゴックン!」：月 - 金14:20
- 3時のリポート：月 - 金15:40
レポーターが岐阜県内をレポートするコーナー。2019年3月をもって終了。

過去のレポーター
- 櫻井靖子（月曜）
- 浅野麻衣（火・金曜）
- 小林理真（水曜）
- 下岡陽子（木曜、当時：ぎふチャンアナウンサー）

#### その他のコーナー
- 象さん先生のよくわかる睡眠あれこれ（第1・3火・14:20、2019年3月まで）
- 聞いて安心!過払い金法律相談（木・15:30、2019年3月まで）